# 布利奇 (喬治亞州)
布利奇（英語：Blitch）是位於美國喬治亞州布洛克縣的一個非建制地區。該地的面積和人口皆未知。

## 地理
布利奇的座標為32°35′23″N 81°46′56″W / 32.58972°N 81.78222°W，而該地的平均海拔高度為52米（即171英尺）。